# Karamokho-Oulé Ouattara
Pour les articles homonymes, voir Ouattara.
Karamokho-Oulé Ouattara (v.1817-1892) est un roi de l'empire Kong de la fin du XIXe siècle, petit-fils de Sékou Ouattara.

## Biographie
Il est le fils de Gouroungo Dongotigui dit Bagui. Louis-Gustave Binger qui le rencontre en 1888 écrit à son sujet : « Son teint clair, presque celui d'un Peul pur sang, lui a valu le surnom de Oulé (rouge). Il est de taille moyenne, porte un beau collier de barbe blanche et a une figure tout à fait sympathique ; ses traits ne sont pas ceux d'un nègre, ni son intelligence non plus ». Il règne alors d'après Binger depuis une quarantaine d'années. Binger signe, le 10 janvier 1889, lors de son voyage retour, à Kong, le traité de protectorat français avec lui, traité préparé en amont par Marcel Treich-Laplène.
En juin 1892, lorsque Binger accompagné de Marcel Monnier explorent de nouveau le pays, il est toujours vivant comme en témoigne le récit de Monnier. Celui-ci estime qu'il a alors environ soixante-quinze ans. 
D'après Tauxier et Bernus, il serait mort la même année. Les rivalités entre Dioulas l'ont fait bannir de la liste officiel actuelle des souverains Kong malgré les faits historiques qui prouvent sa légitimité et en font un usurpateur.